# Miłosierdzie

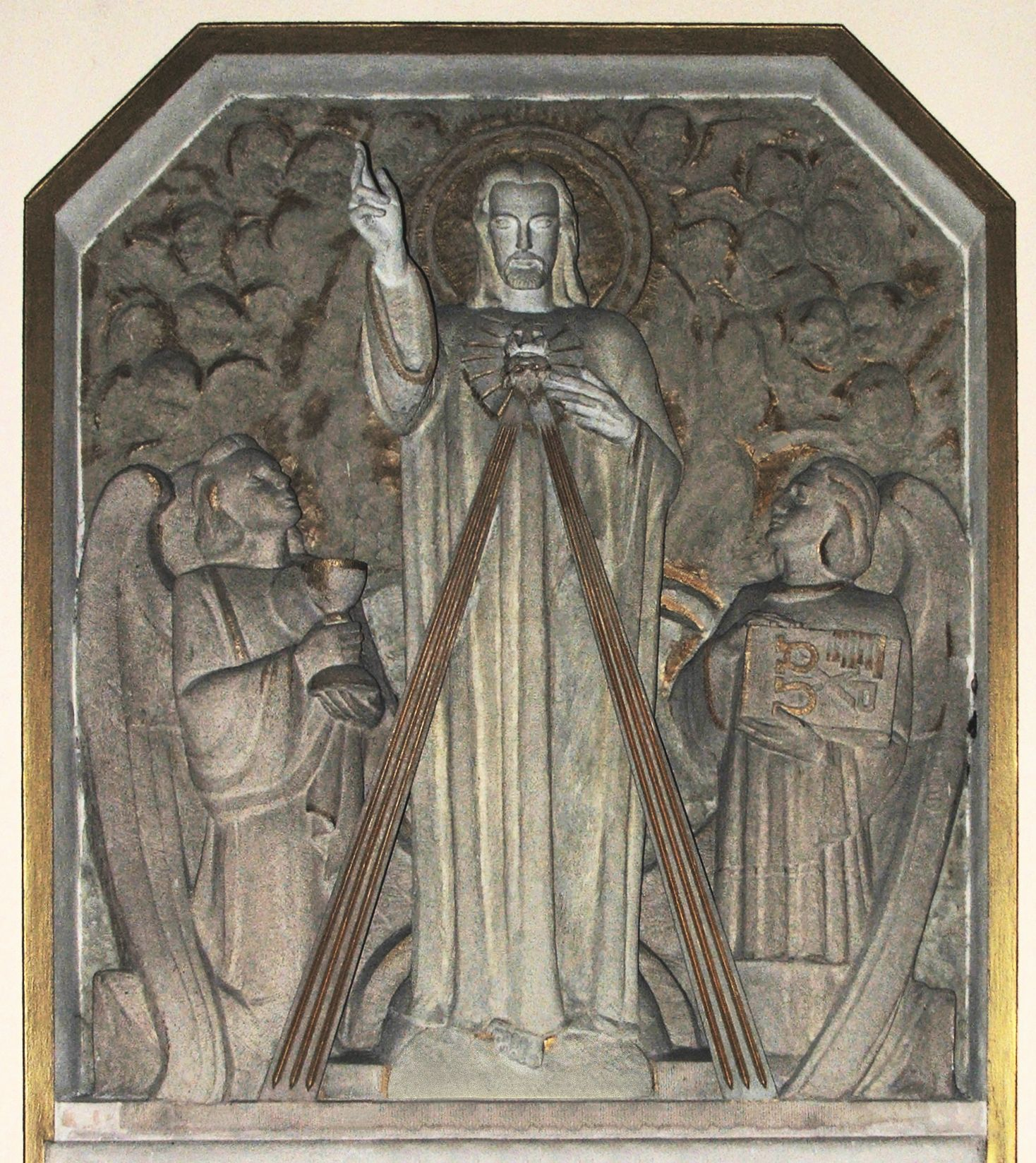
Nietypowy, bo w postaci płaskorzeźby, wizerunek Chrystusa Miłosiernego.

Miłosierdzie – aktywna forma współczucia, wyrażająca się w konkretnym działaniu, polegającym na bezinteresownej pomocy. Samo współczucie, nie przekładające się na działanie, miłosierdziem jeszcze nie jest.
Miłosierdzie (w języku łac. misericordis) - w teologii oznacza postawę obejmującą wewnętrzne przeżycie współczucia, współcierpienia i miłości oraz zewnętrzne akty pomocy wobec potrzebujących, z zachowaniem ich godności osobowej. Miłosierdzie jest głębokim spotkaniem osobowym, jest relacją dwustronną (pomiędzy osobą przyjmującą a osobą udzielającą pomocy). 
Termin miłosierdzie – w odniesieniu do Boga oznacza Bożą miłość, wrażliwość, litość, współczucie, wielkoduszność, łaskawość, dobroć, łaskę. Pan Bóg stając przed Mojżeszem mówi: Jahwe, Bóg miłosierny i litościwy, cierpliwy, bogaty w łaskę i wierność (Wj 34, 6).
Miłosierdzie w Starym Testamencie
Termin miłosierdzie odnosi się i wyraża w trosce o biednych, ubogich i pokrzywdzonych: Kto bliźnim gardzi - ten grzeszy, szczęśliwy - kto z biednym współczuje; Kto ciemięży ubogiego, lży jego Stwórcę, czci Go ten, kto się nad biednym lituje (Prz 14,21; 31). Status osoby biednej mają osoby biedne materialnie, tzw. ubodzy. Do nich należą również wdowy i sieroty. Szczególną troską są też objęci cudzoziemcy. Miłosierdzie odnosi się do osoby oraz do jej relacji w rodzinie. Biblia mówi o relacji synów i córek względem rodziców: Miłosierdzie względem ojca nie pójdzie w zapomnienie, w miejsce grzechów zamieszka u ciebie (Syr 3,14). Zakres znaczeniowy słowa miłosierdzie obejmuje również troskę o zwierzęta: Prawy uznaje potrzeby swych bydląt… (Prz 12,10).
Zgodnie z zasadą retrybucji, osoba świadcząca akty miłosierdzia czyni ostatecznie dobro wobec siebie samej: Miłosierny dobrze czyni sobie (Prz 11,17). W Biblii występuje także zarzut braku postawy miłosierdzia w relacjach międzyludzkich, przykład stanowi Edomow, który nie pomógł swemu bratu Izraelowi: prześladował mieczem brata swego, tłumiąc uczucie miłosierdzia, trwał w swym gniewie nieustannie i gniew swój chował do końca (Am 1,11).
Pan Bóg domaga się postawy miłosierdzia od każdego człowieka względem osób potrzebujących. Osoba, która nie okazuje życzliwości człowiekowi biednemu, i go prześladuje podlega Bożemu sądowi: … niech On wykorzeni z ziemi pamięć o nim, za to, że nie pomyślał, by okazać życzliwość, lecz prześladował biedaka i nieszczęśliwego, i w sercu strapionego śmiertelnie (Ps 109,15-16). W nauczaniu proroków miłosierdzie stanowi podstawowy element przymierza, weryfikujący prawdziwość samego kultu. Kult ofiarniczy ma wypływać z miłości ludu wobec Boga. Miłosierdzie obecne w życiu społecznym człowieka ma swoje źródło w miłosierdziu Boga.
Miłosierdzie w Nowym Testamencie
W Ewangeliach Jezus objawia miłosierdzie Boga Ojca. Naucza o miłosierdziu i wzywa swoich uczniów do czynienia miłosierdzia: bądźcie miłosierni, jak Ojciec wasz jest miłosierny (Łk 6,36). Miłosierdzie jest regułą postępowania w życiu i istotnym warunkiem wejścia do królestwa niebieskiego: Błogosławieni miłosierni, albowiem oni miłosierdzia dostąpią (Mt 5,7). Miłosierdzie względem innych ludzi jest odpowiedzią na miłosierdzie Boga: darowałem ci cały ten dług, ponieważ mnie prosiłeś. Czyż więc i ty nie powinieneś był ulitować się nad swoim współsługą, jak ja ulitowałem się nad tobą? (Mt 18,32-33).
Wezwanie do miłosierdzia stanowi konsekwencję miłosiernego działania Boga. Naśladowanie Boga winno polegać na dobroci, łagodności i praktyki miłości względem wszystkich ludzi, zwłaszcza będących w potrzebie czy wyrządzających zło. Źródłem miłosierdzia jest sam Bóg.Postawa miłosierdzia skłania osobę do nieosądzania bliźnich, do niepotępiania, a prowadzi ku przebaczaniu i wspaniałomyślnym obdarowywaniu: miłujcie waszych nieprzyjaciół i módlcie się za tych, którzy was prześladują (MT 5, 44).
Nowy Testament ukazuje miłosierdzie jako głębokie współczucie płynące z ludzkiego wnętrza, z serca reagującego na ludzką nędzę, cierpienie, nieszczęście, śmierć. Uczucie to uzewnętrznia się w umiejętności wczuwania się w sytuację drugiego człowieka. Postawa miłosierdzia staje się współczuciem czyli współcierpieniem z kimś, współprzeżywaniem i współopłakiwaniem. 
Miłosierdzie ewangeliczne zbliżone jest do miłości ewangelicznej, lecz różni się od niej. Miłość ewangeliczna jest postawą kochania drugiego człowieka. Miłosierdzie wchodzi w kontekst ludzkiej nędzy i nieszczęścia, aby działać, pomagać. Jest współcierpieniem i wyraża się w postawie zaangażowania na człowieka potrzebującego. Miłosierdzie jest konkretyzacją miłości współczującej, litującej się nad ludzkim nieszczęściem i starającej się skutecznie pomóc
Obowiązek Miłosierdzia
O obowiązku pełnienia miłosierdzia pisali już ojcowie Kościoła m.in.: Cyryl Jerozolimski, Klemens Aleksandryjski, Cyprian, Bazyli Wielki czy Jan Chryzostom. Uważali, że nie wypełnienie obowiązku miłosierdzia byłoby nadużyciem prawa własności. Głosili, podobnie jak Augustyn, że dzieła miłosierdzia są zamianą dóbr materialnych na dobra nadprzyrodzone.
Tomasz z Akwinu sądził, że miłosierdzie jest współczuciem w związku z czyjąś nędzą, skłaniającą do przyjścia z pomocą (STh II-III, q.30,a.2). W teologii z czasów św. Tomasza oddzielano pojęcie miłosierdzia jako cnoty, od dobroczynności i jałmużny jako dzieł miłości bliźniego (dobroczynne duszpasterstwo, dobroczynności towarzystwa). Późniejsi teologowie jak D. de Soto, L. Lesjusz, utrzymywali, że świadczenie miłosierdzia stanowi wypełnienie obowiązku miłości. O obowiązku miłosierdzia wypływającego ze sprawiedliwości społecznej uczył  Kajetan i C.A. Damen. W XIX wieku społecznik A. F. Ozanam przez szeroko prowadzoną akcję chrześcijańską miłosierdzia chciał, usunąć wyzysk klasy robotniczej.
Po Soborze Wat. II Kościół odchodzi od rozumienia miłosierdzia jako cnoty na korzyść postawy lub stylu życia, będącej istotną właściwością powołania chrześcijańskiego. Skoro człowiek doznaje miłosierdzia ze strony Boga, to także sam powinien przyjmować taki sposób postępowania względem innych ludzi potrzebujących pomocy. Postawa miłosierdzia wymaga odpowiednich przekonań, nastawienia woli, dążenia i zaangażowania strony afektywnej. Wewnętrzna postawa miłosierdzia jest dostępna wszystkim, nawet niemogącym realizować zewnętrznych czynów miłosierdzia.
Jan Paweł II wzywał do oczyszczenia intencji podejmowanych czynów miłosierdzia. Są one aktem prawdziwej miłości tylko wówczas, gdy człowiek ma przekonanie o tym, ze świadcząc miłosierdzie sam zostaje ubogacony przez obdarowanego. Autentyczne miłosierdzie stanowi podstawę i głębsze źródło sprawiedliwości. Z tego względu jego okazywanie jest czymś nieodzownym w międzyludzkich kontaktach, a także podstawowym obowiązkiem chrześcijańskim i świadectwem wiary.

## Miłosierdzie w chrześcijaństwie
Miłosierdzie jest najważniejszym przymiotem Boga, tak jak jest on opisywany w Biblii. Jego aktem jest już sama kreacja świata, opieka Boża nad ludem Izrael i co najważniejsze dla chrześcijan śmierć Jezusa. Krew i woda jakie miały wypłynąć wówczas z boku Chrystusowego uważa się w chrześcijaństwie za zdroje Bożego miłosierdzia, które zmazały ludzkie winy. Chrystus bardzo często mówi w Nowym Testamencie o miłosierdziu: „Bądźcie miłosierni, jak Ojciec wasz jest miłosierny” (Łk 6, 36). W przypowieści o miłosiernym samarytaninie, dał przykład praktycznej realizacji miłosierdzia (Łk 10, 30-35).
W katolicyzmie wyróżnia się uczynki miłosierne co do duszy (np. grzesznych upominać, nieumiejętnych pouczać, wątpiącym dobrze radzić, strapionych pocieszać, krzywdy cierpliwie znosić, urazy chętnie darować, modlić się za żywych i umarłych) i co do ciała (głodnych nakarmić, spragnionych napoić, nagich przyodziać, podróżnych w dom przyjąć, więźniów pocieszać, chorych nawiedzać, umarłych pogrzebać), przypisując większe znaczenie tym pierwszym.
Świadkowie Jehowy uważają, że do głoszenia dobrej nowiny o Królestwie Bożym pobudza ich przede wszystkim miłość do Boga oraz miłosierdzie, czyli współczucie w działaniu dla bliźnich (Mt 22:37-39). Uważają, że „miłosierdzie to współczucie lub litość okazywane komuś czynnie; zmiłowanie się nad kimś; czasami także złagodzenie wyroku lub odstąpienie od wymierzenia kary”. Wzorem miłosierdzia Bożego należy udzielanie praktycznej pomocy potrzebującym, wyświadczając „dobro wszystkim, a zwłaszcza tym, którzy są z nami spokrewnieni w wierze” (Gal 6:10). Natomiast z przykładu miłosierdzia Jehowy Boga oraz Jezusa Chrystusa wynika, że w zakres miłosierdzia wchodzą dwa elementy: uczucia empatii i litości dla osoby będącej w trudnym położeniu oraz konkretne działanie niosące jej praktyczną pomoc fizyczną, emocjonalną i duchową.
Relacje między sprawiedliwością karną a miłosierdziem należą do pracy badawczej Tomasza Snarskiego.

## Miłosierdzie w islamie
W islamie miłosierdzie jest jednym z głównych atrybutów Boga. Każda sura Koranu zaczyna się od słów „w imię Boga miłosiernego, litościwego”. Dzięki miłosierdziu Boga każdy muzułmanin niezależnie od grzechów może wejść do raju, o ile posiadał wiarę w jedyność Boga.